# Diwaran
Isla Diwaran es una isla que pertenece al país asiático de Filipinas, posee una superficie de 55 hectáreas (0,55 kilómetros cuadrados) ubicada en la provincia de Palawan. Se le ha considerado como "la próxima Bintan" por su concepto de complejo turístico integrado, o "la próxima Boracay" por su arena blanca y fina. 
Un complejo de 7 estrellas serán desarrollado por «Banyan Tree Holdings Resort» y se completará en 2012.